# Johannes Schlaf
Johannes Schlaf (Querfurt, Szászország, 1862. június 21. – Querfurt, 1941. február 2.) német író, műfordító és drámaíró.
Johannes Schlaf polgári családban nőtt föl, és 1884-től Halléban és Berlinben tanult klasszika-filológiát, germanisztikát, de idő előtt abbahagyta az egyetemet, hogy Arno Holzzal közösen írói hivatásával foglalkozhasson. 1893 és 1897 között többször is ideggyógyintézeti kezelésre szorult. 1898-ban megszakadt barátsága Arno Holzcal, miután évekig tartó viták következtek a közösen írt szövegek szerzői jogáról (Schlaf több regényében is utal kapcsolatára Holzzal). 1904-től Schlaf Weimarban lakott és alkotott, 1937-től Querfurtban. A Bjarne P. Holmsen írói álnéven Arno Holzcal közösen szerzett művek, a Papa Hamlet című prózagyűjtemény és Die Familie Selicke című dráma a konzekvens naturalizmus legfontosabb példái, amelynek jellegzetessége az alapos-aprólékos, minden részletre és kijelentésre kiterjedő rögzítés (Sekundenstil - másodpercstílus) a valóság bemutatásának eddig nem ismert foka. Ez után írta meg Schlaf a Meister Oelze című drámáját, egy komor történetet bűnözőkről. Már ezen drámában is megmutatkozik érdeklődése pszichológiai és vallásos témák iránt, de már érzékelhető az impresszionizmus hatása is. Később még tovább megy, a természet szépsége, a vidéki élet egyszerűsége központi témává válik. Olyannyira, hogy áltudományos alapokon nyugvó mitikus geocentrikus világképet alakított ki.

## Legfontosabb művei
- Papa Hamlet, 1889 [A. Holzcal közösen]
- Die Familie Selicke, 1890 [A. Holzcal közösen]
- Junge Leute, 1890 [A. Holzcal közösen]
- In Dingsda, 1892
- Meister Oelze, 1892
- Neue Gleise, 1892 [A. Holzcal közösen]
- Frühling, 1896
- Gertrud, 1898
- Die Feindlichen, 1899
- Helldunkel, 1899
- Novellenüvek, 1899–1901
- Das Dritte Reich, 1900
- Die Suchenden, 1902
- Peter Boies Freite, 1903
- Der Kleine, 1904
- Der Prinz, 1908
- Das absolute Individuum und die Vollendung der Religion, 1910
- Religion und Kosmos, 1911
- Mieze, 1912
- Miele, 1920
- Am toten Punkt, 1922
- Das Gottlied, 1922
- Neues aus Dingsda, 1933